# Città di Campbelltown
La città di Campbelltown è una Local Government Area che si trova in Australia Meridionale. Essa si estende su una superficie di 24,35 chilometri quadrati e ha una popolazione di 49.281 abitanti. La sede del consiglio si trova a Rostrevor. Il sobborgo di Athelstone appartiene a Campbelltown.